# زنی با حجاب
زنی با حجاب (به ایتالیایی: La velata) یکی از مشهورترین پرتره‌هایی است که توسط رافائل نقاش ایتالیایی دوره رنسانس بین سال‌های ۱۵۱۴ تا ۱۵۱۵کشیده شده است.
موضوع نقاشی در پرتره دیگری به نام یک زن جوان هم ظاهر می‌شود، و به طور سنتی به عنوان دخترِ نانوا مارگاریتا لوتی معشوقه رومی رافائل شناخته شده است.
یکی از وجوه تمایز این نقاشی با دیگر کارهای رافائل توجه او به لباس مدلش است، که این یکی توانگر بودن را به تصویر می‌کشد.